# Municipalità locale di uMngeni
uMngeni è una municipalità locale (in inglese uMngeni Local Municipality) appartenente alla municipalità distrettuale di Umgungundlovu della provincia di KwaZulu-Natal in Sudafrica. 
In base al censimento del 2001 la sua popolazione è di 73 896 abitanti.
La sede amministrativa e legislativa è la città di Howick e il suo territorio si estende su una superficie di 1566 km² ed è suddiviso in 11 circoscrizioni elettorali (wards). Il suo codice di distretto è KZN222.

## Geografia fisica

### Confini
La municipalità locale di uMngeni confina a nord con quella di Mpofana, a est con quella di uMshwathi, a sud con quelle di Msunduzi e Impendle, a ovest con i District Management Area KZDMA43 e KZDMA22.

### Città e comuni
- Balgowan
- Cedara
- Curry's Post
- Dargle
- Fort Nottingham
- Hilton
- Howick
- Karkloof Nature Reserve
- Kwamavana
- Lidgetton
- Lions River
- Mashingeni
- Mathandubisi
- Merrivale
- Mgeni
- Midmar Nature Reserve
- Mount Michael
- Mpophomeni
- Nottingham Road
- Nxamalala
- Otto's Bluff
- Raisethorpe
- Sweet Waters
- Umgeni Valley Nature Reserve

### Fiumi
- Karkloof
- Mgeni
- Mooi

### Dighe
- Albert Falls Dam
- Midmar Dam